# 申东辉
申东辉（1971年4月—），男，汉族，山东曹县人。毕业于武汉大学中文系。1993年12月加入中国共产党，1994年7月参加工作。现任潜江市政协主席。

## 简历
- 1990年9月到1994年7月于武汉大学中文系学习。
- 1994年7月到1996年7月于湖北省歌剧舞剧院工作。
- 1996年7月到2000年1月任湖北省文化厅艺术处科员。
- 2000年1月到2001年6月任湖北省文化厅艺术与科教处副主任科员。
- 2001年6月到2005年5月任湖北省文化厅艺术与科教处主任科员。
- 2005年5月到2005年8月任湖北省文化厅艺术与科教处助理调研员。
- 2005年8月到2005年10月在湖北省委宣传部文艺处工作。
- 2005年10月到2008年7月任湖北省委宣传部文艺处副调研员。
- 2008年7月到2012年12月任湖北省委宣传部文艺处副处长。
- 2010年3月到2010年5月在省委党校处干班学习。
- 2012年12月到2014年1月任省委外宣办、湖北省互联网信息管理办公室对外宣传联络处处长。
- 2014年1月到2016年10月任省委外宣办、湖北省互联网信息管理办公室对外宣传联络处处长。
- 2016年10月到2017年12月任潜江市委常委、宣传部部长。
- 2017年12月到2018年1月任潜江市政协党组书记、市政协主席候选人、市委宣传部部长。
- 2018年1月起任潜江市政协主席、市政协党组书记。